# 穴穂部皇子
穴穂部皇子（あなほべのみこ、生年不詳 - 用明天皇2年6月7日（587年7月17日））は、飛鳥時代の皇族。欽明天皇の皇子。聖徳太子の叔父でもある。表記は『日本書紀』によるが、『古事記』では三枝部穴太部王（さきくさべのあなほべのみこ）、別名を須売伊呂杼（すめいろど（皇后の同母弟か））とする。『日本書紀』欽明天皇紀では住迹（すみと（天皇の弟か））皇子、用明天皇紀では皇弟（すめいろど）皇子とも記している。

## 生涯
欽明天皇の皇子として誕生。母は蘇我稲目の娘・小姉君。異母兄に敏達天皇と用明天皇など。異母姉に推古天皇。同母姉に穴穂部間人皇女（用明天皇妃、聖徳太子生母）、同母弟に崇峻天皇、同母兄に茨城皇子と葛城皇子。
穴穂部皇子は皇位を望んでおり、敏達天皇14年（585年）8月、兄・敏達天皇が崩御し、殯宮で葬儀が行われた際に「何故に死する王に仕え、生きる王（自分）に仕えないのか」と憤慨した。ところが、同年9月に大臣・蘇我馬子の推す大兄皇子（用明天皇）が即位したため、これに対抗し大連・物部守屋と結んだ。
用明天皇元年（586年）5月、炊屋姫（敏達天皇の皇后、後の推古天皇）を犯さんと欲し、殯宮に押し入ろうとした。これに対し先帝の寵臣三輪逆は門を閉じて拒み、穴穂部皇子は7度門前で呼んだが、遂に宮に入ることができなかった。穴穂部皇子は蘇我馬子と物部守屋に三輪逆は不遜であると相談し、馬子らはこれに同意。守屋は兵を率い（用明天皇の宮のある）磐余の池辺の地で三輪逆を包囲するが、三輪逆は逃れて炊屋姫の後宮に隠れた。しかし、密告により居所を知ると穴穂部皇子は三輪逆とその二人の子を殺すよう守屋に命じ、守屋は兵を率いて向かった。その後、報告を聞こうと守屋のもとへ赴こうとするが、これを知りかけつけた馬子と門前で出会い「王者は刑人に近づくべからず」と諫言されるが、穴穂部皇子は聞き入れようとしなかった。馬子は仕方なくついて行き、磐余に至ったところで再度諫言、穴穂部皇子もこれに従い、胡床に座り守屋を待ち、戻ってきた守屋から三輪逆を斬ったと報告を受けた（或本では、穴穂部皇子自身が射殺した、とある）。なお、馬子は「天下の乱は近い」と嘆くが、守屋は「汝のような小臣の知るところにあらず」と答えている。
用明天皇2年（587年）4月2日、用明天皇は病になり仏法を信奉したいと欲し群臣に諮った。排仏派の守屋は反対したが、崇仏派の馬子は詔を奉じて助けるべきとして、穴穂部皇子に僧の豊国を連れて来させた。守屋は自分が推していた穴穂部皇子が法師を連れてきたことに大いに怒り睨みつけた。その後、守屋は群臣から命を狙われていると知らされて、別業の阿都（河内国）へ退いた。
同年4月9日、用明天皇は崩御したが、後嗣が定まらず皇位は一時的に空位となった。そのため同年5月、守屋は穴穂部皇子を天皇に立てようと思い、密使を皇子に送り、遊猟に出ると欺いて淡路へ来るよう願った。これに対し同年6月7日、蘇我馬子は炊屋姫を奉じて、佐伯連丹経手、土師連磐村、的臣真噛に速やかに穴穂部皇子と宅部皇子を誅殺するよう命じた。その日の夜半、佐伯連丹經手らは穴穂部皇子の宮を囲んだ。穴穂部皇子は楼を登ってきた衛士に肩を斬られると、楼から落ちて隣家へ走り入ったが、灯をかかげた衞士らによって探し出され殺害された。なお、翌8日には穴穂部皇子と仲が良かった宅部皇子も誅殺され、同年7月には馬子によって物部守屋も滅ぼされている。

## 登場作品
- テレビドラマ
  - 怒涛日本史 蘇我馬子の陰謀（1966年 毎日放送 演：仲谷昇）
  - 聖徳太子（2001年 NHK 演：柄本明）
- 漫画
  - 日出処の天子（山岸凉子）
  - 聖徳太子（池田理代子）